# پاتریک بودری
پاتریک بودری (به انگلیسی: Patrick Baudry) فضانورد اهل کشور [[دوآلا]] است که در ۶ مارس ۱۹۴۶ میلادی در زاده شد. وی در مأموریت فرانسه حضور داشته است.